# Certara
Certara (in dialetto ticinese Sciartàra) è una frazione di 55 abitanti del comune svizzero di Lugano, nel Canton Ticino (distretto di Lugano). Fa parte del quartiere di Val Colla.

## Geografia fisica
Piccolo villaggio prealpino situato sul versante sinistro dell'alta Val Colla, tra la Cima di Fiorina, i Denti della Vecchia e il Gazzirola, sorge vicino al confine italiano con la Val Cavargna.

## Origini del nome
Il nome del paese è di origine antichissima: serta hara = "stalla cintata".

## Storia
Nel 1591 il villaggio, attestato con il toponimo Sartara, dovette fornire 28 soldati ai contingenti confederati e quindi era trattato come un comune indipendente di relativamente grande importanza, che figurava già nei registri comaschi del 1335; nel 1473 però si parla ancora del comune di "Certara e Colla". Il 9 maggio 1936 un incidente aereo provocò tre morti.

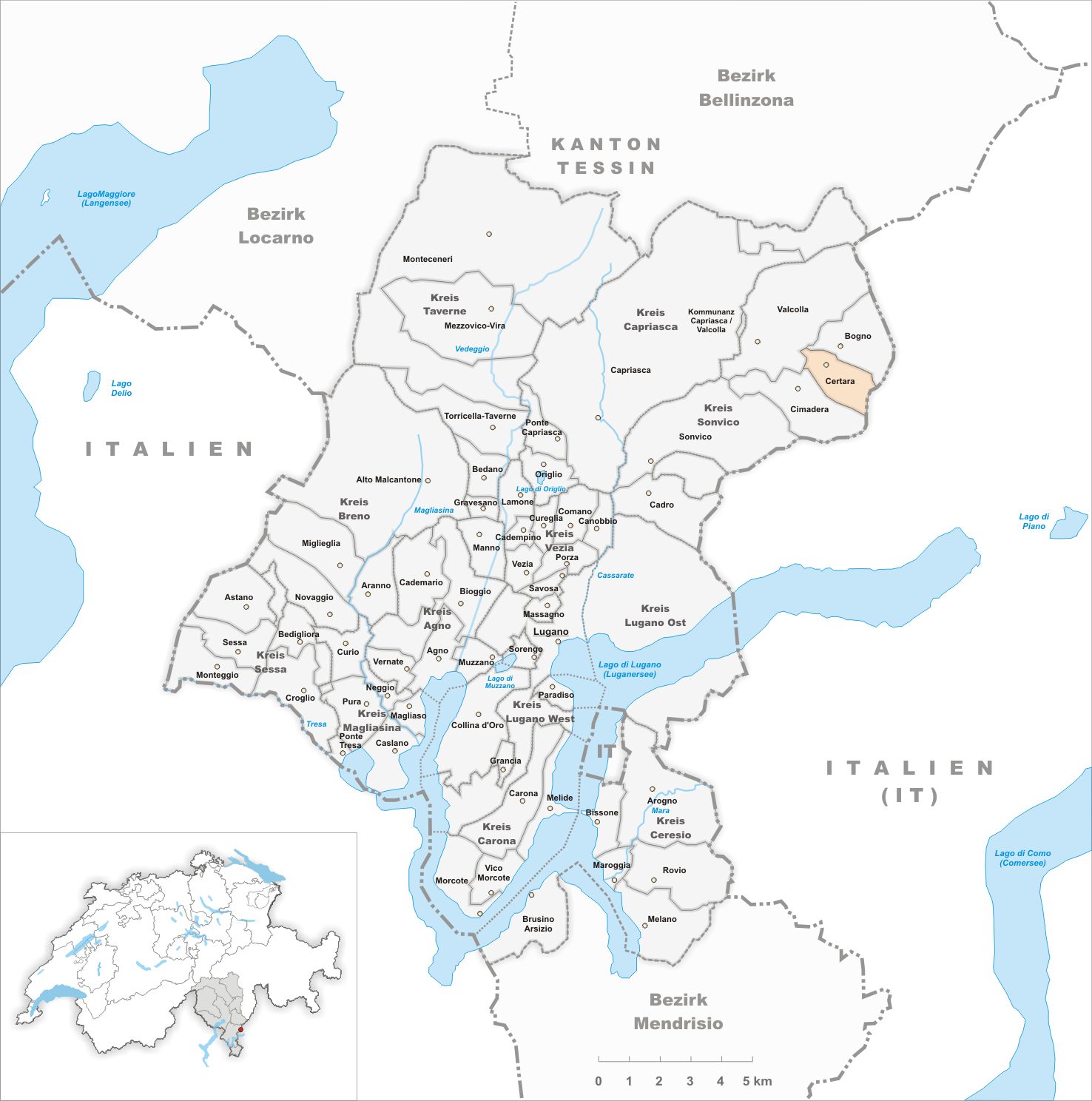
Il territorio del comune di Certara prima degli accorpamenti comunali del 2013

Già comune autonomo che si estendeva per 2,7 km², nel 2013 è stato incorporato  al comune di Lugano assieme agli altri comuni soppressi di Bogno, Cadro, Carona,  Cimadera, Sonvico e Valcolla. L'incorporazione  è stata decisa con votazione popolare del 20 novembre 2011 (27 voti favorevoli e 4 contrari)ed è entrata in vigore il 14 aprile 2013

## Monumenti e luoghi d'interesse
- Chiesa di San Pietro da Verona martire, attestata dal XIII secolo[1];
- Cappella di San Rocco, del XVII secolo[1].

## Società

### Evoluzione demografica
L'evoluzione demografica è riportata nella seguente tabella:
Abitanti censiti

## Amministrazione
Ogni famiglia originaria del luogo fa parte del cosiddetto comune patriziale ed ha la responsabilità della manutenzione di ogni bene ricadente all'interno dei confini della frazione. L'ufficio patriziale, rieletto tacimente il 5 maggio 2017, è presieduto da Roberto Moresi.

## Sport
A Certara ha sede la Società cooperativa Pista di Fondo della Val Colla, che gestisce alcuni tracciati che permettono la pratica dello sci di fondo; è la pista per la pratica di questo sport più a sud di tutta la Svizzera.